# Шеленгович Іван Валерійович
Іва́н Вале́рійович Шеленго́вич (1 липня 1995 — 29 грудня 2017) — солдат Збройних сил України, учасник російсько-української війни.

## Життєпис
Народився 1995 року в селі Новопідкряж (Царичанський район, Дніпропетровська область). Його батьки померли, виховувався дідусем і бабусею. Захоплювався технікою — у дідуся все це було, тому Іван вільний час проводив поруч із ним, вчився кермування. Розбирався у конструкціях, займався ремонтом у вільний час, коли приїжджав до села. Захоплювався спортом — грав у волейбол, футбол та теніс, посідав призові місця на змаганнях; любив тварин, особливо собак. З 2012 мешкав в обласному центрі — де навчався на хімічному факультеті ДНУ ім. О. Гончара — вступив поза конкурсом на бюджет. 2015 року залишив навчання і пішов працювати в делікатес-маркет «Le Silpo».
29 березня 2016 року підписав контракт, спочатку служив у 95-й бригаді в Житомирі, де проходив навчання; згодом переведений до 25-ї бригади. Солдат, навідник 1-ї роти 1-го парашутно-десантного батальйону; на фронті з 12 жовтня.
29 грудня 2017 року загинув у другій частині дня під час бойових дій на позиції «Шахта» (вентиляційний ствол шахти «Бутівка-Донецька») — від смертельного вогнепального поранення кулею снайпера; його не встигли довезти до лікарні.
2 січня 2018-го похований у селі Новопідкряж.
Без Івана лишились дід та баба, дві сестри, цивільна дружина й син 2013 р.н.

## Нагороди та вшанування
- Указом Президента України № 98/2018 від 6 квітня 2018 року «за особисту мужність і самовіддані дії, виявлені у захисті державного суверенітету та територіальної цілісності України, зразкового виконання військового обов'язку» — нагороджений орденом «За мужність» III ступеня (посмертно)[1]
- Нагороджений медаллю «За Вірність Українському Народу».
- Нагороджений медаллю «Учасник військового параду до 25-річчя незалежності України» (2016).
- Вшановується в меморіальному комплексі «Зала пам'яті», в щоденному ранковому церемоніалі 29 грудня[2][3].